# 蒂鲁帕拉普
蒂鲁帕拉普（Thiruparappu），是印度泰米尔纳德邦甘尼亚古马里县的一个城镇。总人口21722（2001年）。

## 人口
该地2001年总人口21722人，其中男性10719人，女性11003人；0—6岁人口2118人，其中男1044人，女1074人；识字率75.09%，其中男性为77.85%，女性为72.41%。